# 鷹島神崎遺跡
鷹島神崎遺跡（たかしまこうざきいせき）は、日本の長崎県松浦市鷹島東岸（神崎免）沖にある水中遺跡。2012年3月27日に、水中遺跡として初めて国の史跡に指定された。広さは38万4000平方メートル。

## 概要

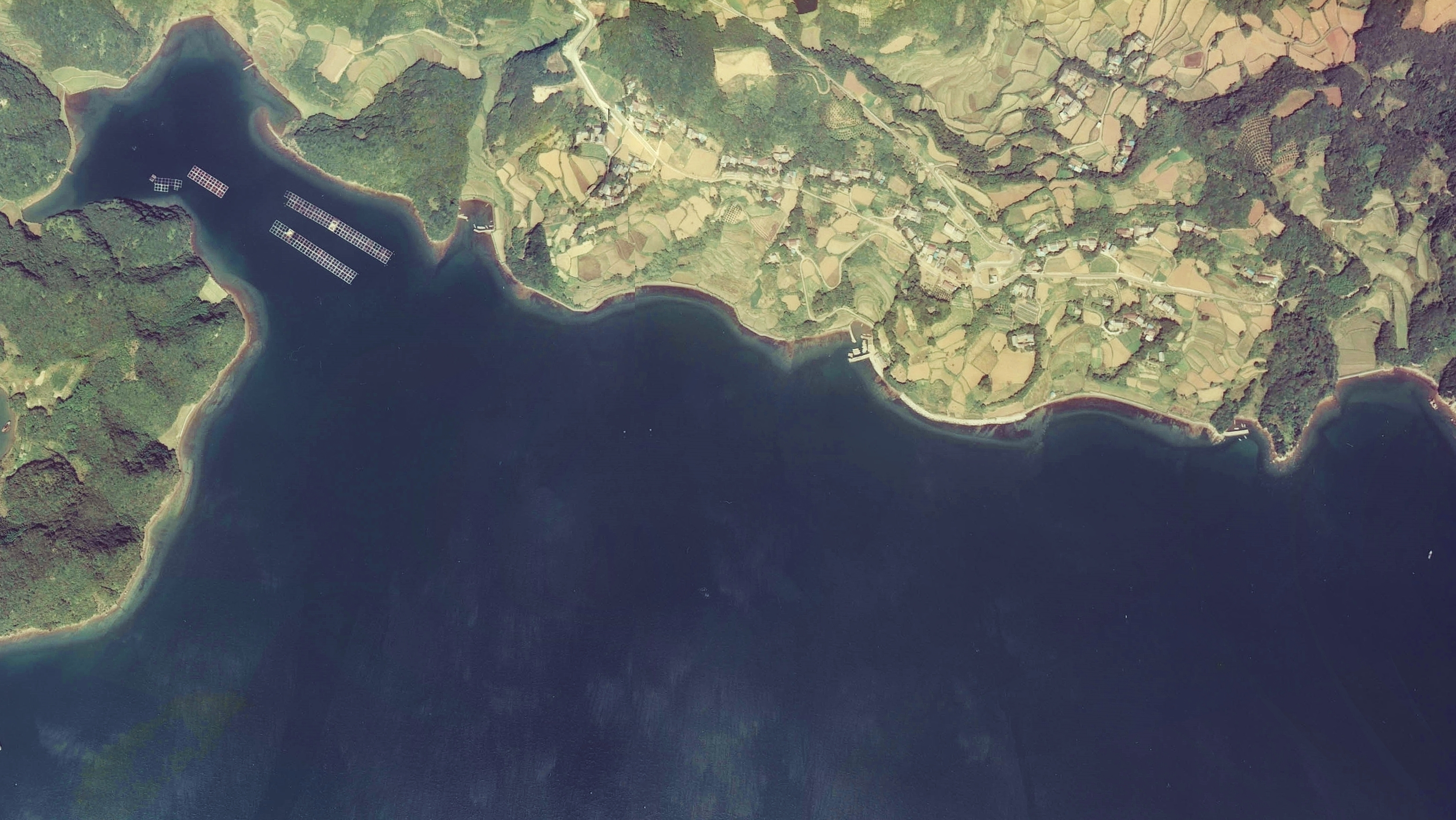
鷹島神崎遺跡の国史跡指定海域空中写真。1977年撮影の3枚を合成作成。
。

鷹島は北松浦半島と東松浦半島に狭まれた伊万里湾口にある島で、島およびその周辺部は元寇の古戦場として知られる。1274年（文永11年）の文永の役において主戦場となり、1281年（弘安4年）の弘安の役では沖合に展開していたモンゴル帝国（大元ウルス）・高麗連合軍の艦隊が暴風雨により甚大な被害を被ったことで知られる。
この海域では漁師が壺、刀剣、碇石などを引き揚げることが多く、1980年（昭和55年）以降考古学的調査が行われるようになった。調査の主体は文部省や文化庁、鷹島町教育委員会で、目的は水中考古学における調査法の研究開発や港湾改修事業のための緊急調査などである。また、1981年（昭和56年）7月には遺跡発見届が提出され、周辺海域（鷹島南岸の東端「鵜ノ鼻」から西端「雷岬」までの7.5km、汀線より沖合200m）が埋蔵文化財包蔵地として周知された。
遺跡からは武具や陶磁器のほか、長さおよそ12メートルの竜骨など艦船の部材も見つかっており、2011年10月24日、琉球大学教授・池田栄史の研究チームが、伊万里湾の鷹島沖海底に沈んでいる沈没船を元寇時の元軍船（南宋で建造）と判定したと発表した。2011年11月16日に参議院に提出された｢長崎県松浦市鷹島沖で発見された元寇船の文化財指定及び保存の在り方に関する質問主意書」に対して、政府は同11月25日の答弁書において文化庁において文化財指定に向けた準備を進める見解を示し、文化審議会が元寇当時の「軍事・外交などを理解する上で極めて重要な遺跡」と評価し、2012年（平成24年）3月27日に水中遺跡として初めて国の史跡に指定された。

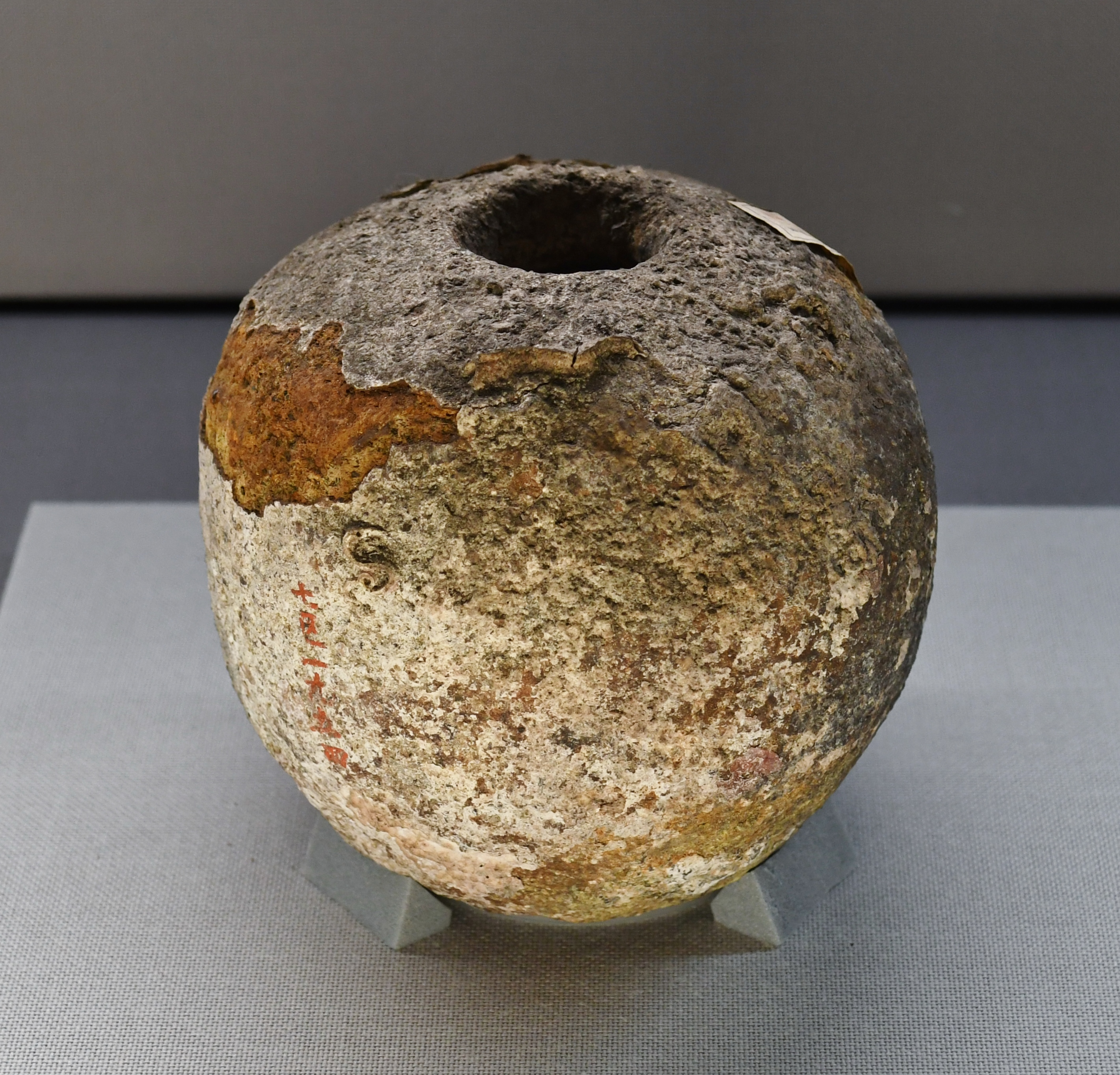
てつはう 東京国立博物館展示。